# Monumento al Tamboril
El Monumento a las Llamadas, también conocido como Monumento al Tamboril, es un monumento ubicado entre las calles Joaquín Arrospide y Dámaso Antonio Larrañaga del barrio Bertonasco de la ciudad de Durazno, capital del departamento homónimo. Es considerado el único monumento al tamboril del mundo.

## Historia
Fue inaugurado el 20 de diciembre de 1996, desde donde cada febrero desde 1990 comienza el recorrido de las primeras llamadas del interior. El monumento es obra del plástico duraznense Hugo Rovira, que contó con la colaboración de ceramistas del Taller de Artes Plásticas de la ciudad. Entre 2013 y 2014 el monumento fue reubicado unos 70 metros más al suroeste, debido a la construcción de la Avenida de Circunvalación de la ciudad. Su nueva ubicación fue acordada entre la Intendencia de Durazno y representantes de comparsas lubolas.

## Características
El monumento, que representa un tamboril y pesa 8 toneladas, tiene 2.50 metros de altura, 0.80 metros de diámetro en su parte inferior, 0.60 metros en su parte superior y 2.20 metros de diámetro mayor. Su contorno está decorado con obras en cerámica que representan a todas las figuras del desfile de las llamadas (tamborileros, mamá viejas, portabanderas, gramilleros, etc).